# اليوم العالمي للغة الأم
اليَوم العالَمي للُغة الأُم (بالإنجليزية: International Mother Language Day) وهوَ الاحتفال السَنوي في جَميع أنحاء العالم لِتعزيز الوَعي بالتَنوع اللغوي وَالثقافي وَتعدد اللُغات، وقد اعتُبر 21 شباط اليَوم العالَمي للغة الأُم، وقد أُعلن للمرة الأولى من قبل منظمة اليونسكو في 17 تشرين الثاني 1999م، ومن ثُمَ تم إقراره رسمياً من قبل الجَمعية العامة للأُمم المُتحدة، وقد تَقرر إنشاء سَنة دَولية للغات في عام 2008م.
تم الاحتفال باليوم الدولي للغة الأم منذ عام 2000  لتعزيز السلام وتعدد اللغات في جميع أنحاء العالم وحماية جميع اللغات الأم. تميز يوم 21 فبراير بالاعتراف بحركة اللغة البنغالية عام 1952 في بنجلاديش.

## الأحداث
- 2000: الاحتفال الافتتاحي باليوم العالمي للغة الأم
- 2002: موضوع التنوع اللغوي، يضم 3000 لغة مهددة بالانقراض (الشعار: في مجرة اللغات، كل كلمة هي نجمة.)
- 2004: موضوع تعليم الأطفال. تضمن احتفال اليونسكو "معر فريد لكتب التمارين للأطفال من جميع أنحاء العالم التي توضح العملية التي يتعلم بها الأطفال ويتقنون استخدام مهارات القراءة والكتابة المكتوبة في الفصل الدراسي".[13]
- 2005: برايل ولغة الإشارة[14]
- 2006: الموضوع السنوي: "اللغات والفضاء الإلكتروني"[15]
- 2007: الموضوع السنوي: التعليم متعدد اللغات[16]
- 2008: السنة الدولية للغات
- 2010: السنة الدولية التقارب بين الثقافات
- 2012: التعليم باللغة الأم والتعليم الشامل
- 2013: الموضوع السنوي: "كتب لتعليم اللغة الأم"[17]
- 2014: الموضوع السنوي: "اللغات المحلية من أجل المواطنة العالمية: تسليط الضوء على العلوم"[18]
- 2015: الموضوع السنوي: "الإدماج في التعليم ومن خلاله: اللغة مهمة"[19][20]
- 2016: الموضوع السنوي: "التعليم الجيد ولغة (لغات) التدريس ونتائج التعلم" اليوم العالمي للغة الأم: التعليم الجيد، اللغة[21]

- 2017: الموضوع السنوي: "نحو مستقبل مستدام من خلال التعليم متعدد اللغات"[22]
- 2018: لغاتنا وأصولنا.
- 2019: السنة الدولية للغات السكان الأصليين[23]
- 2020: الموضوع السنوي: "حماية التنوع اللغوي"[24]
- 2021: الموضوع السنوي: "تعزيز التعددية اللغوية من أجل الإدماج في التعليم والمجتمع"[25]

- 2022: الموضوع السنوي: "استخدام التكنولوجيا للتعلم متعدد اللغات: التحديات والفرص"[26]|

- 2023: الموضوع السنوي: "التعليم متعدد اللغات: ضرورة إحداث تحول في التعليم"

## معرض صور

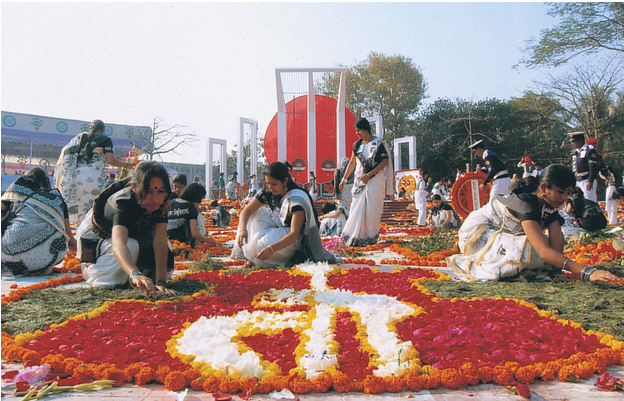
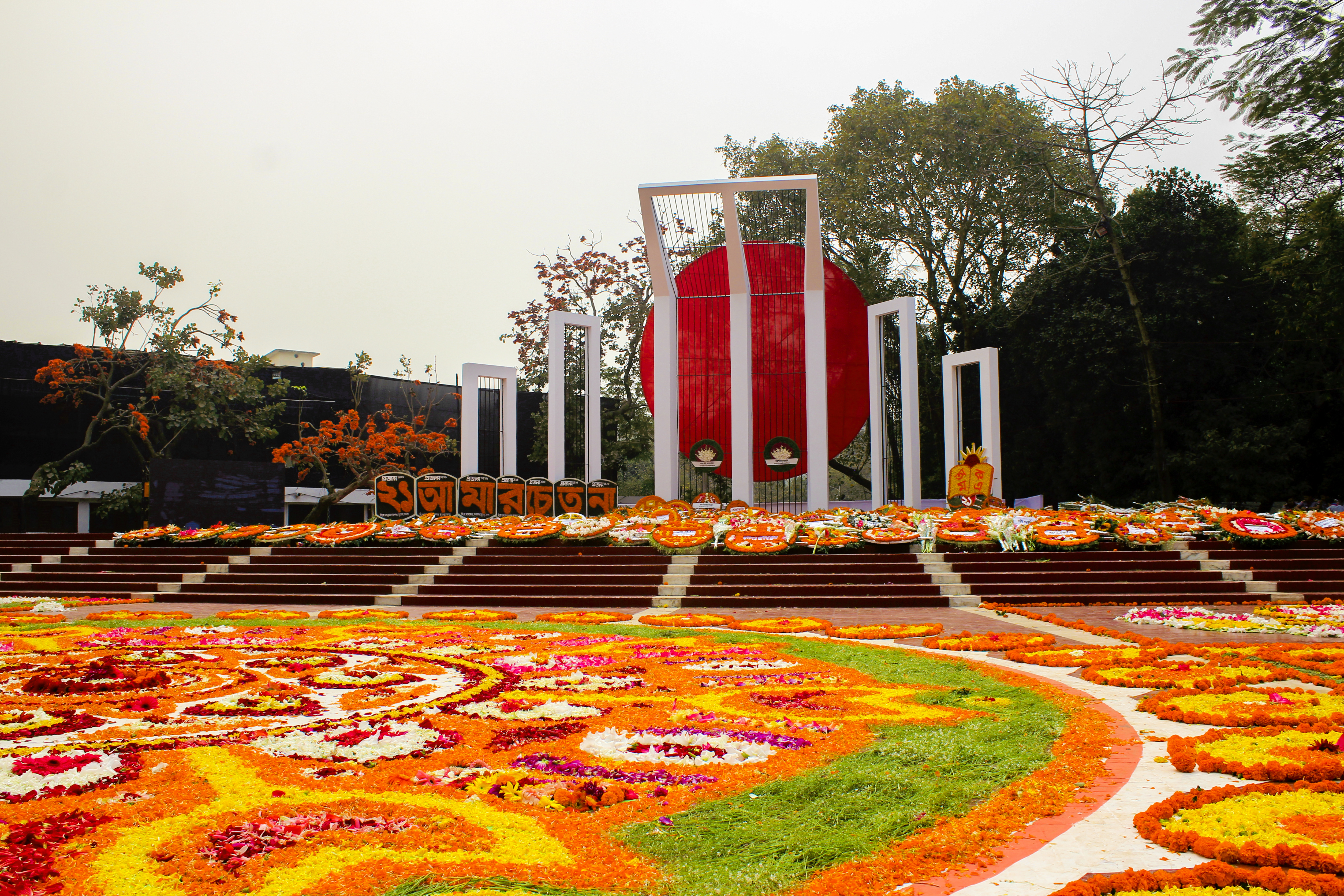
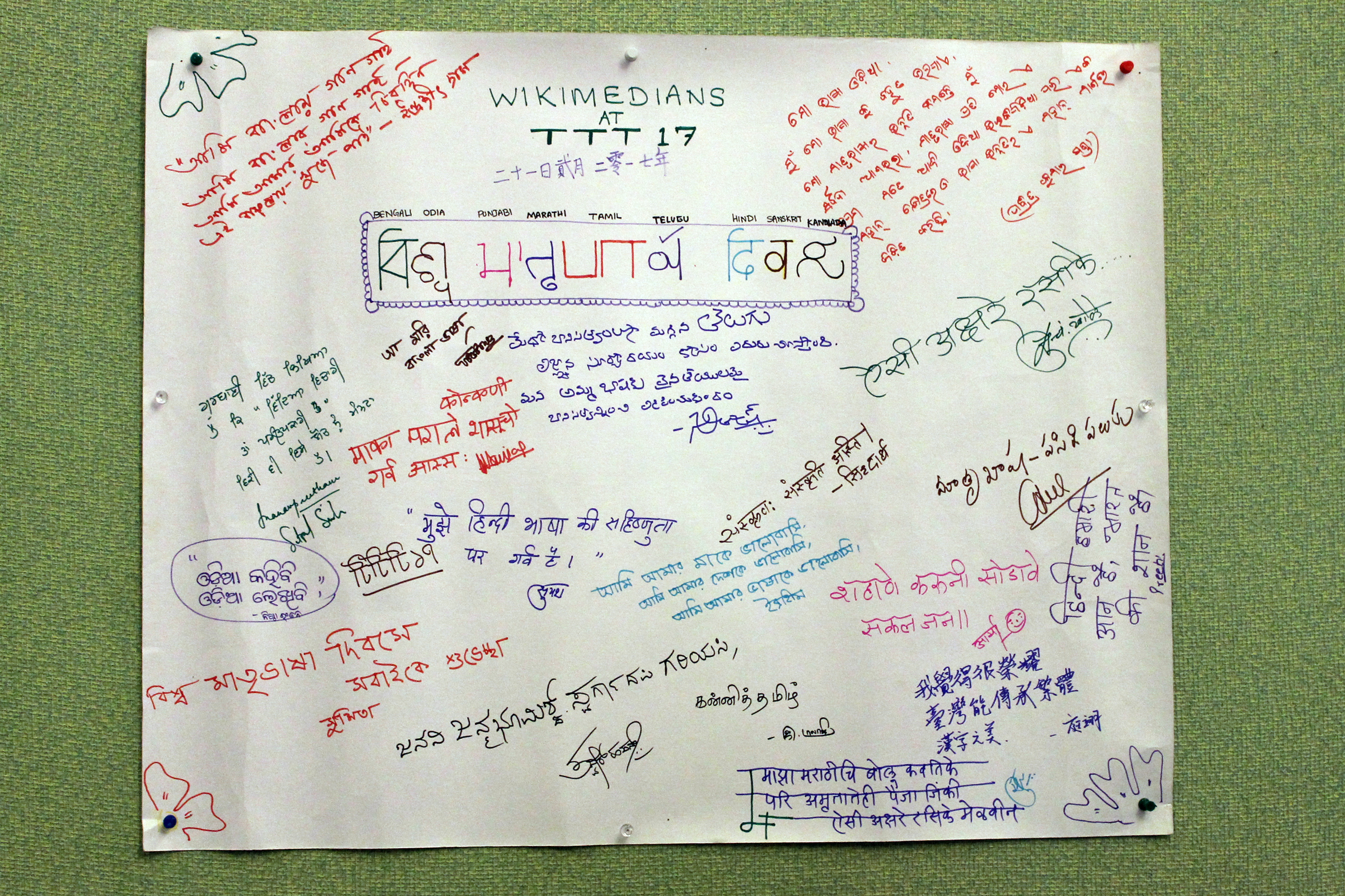
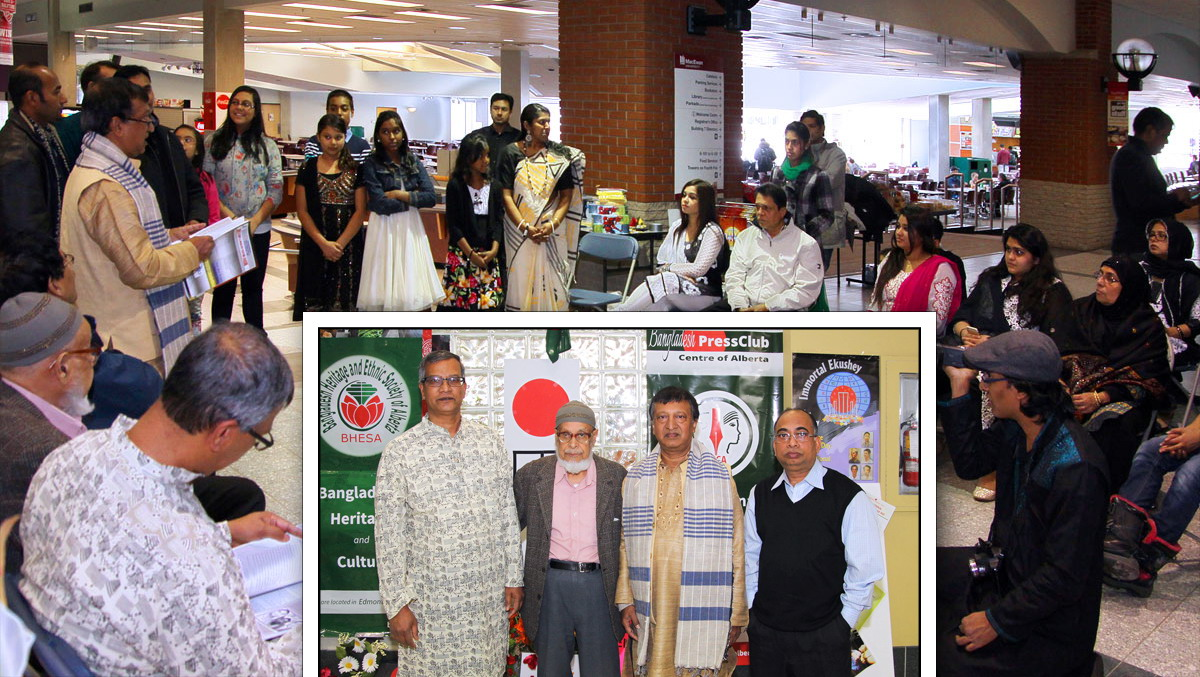
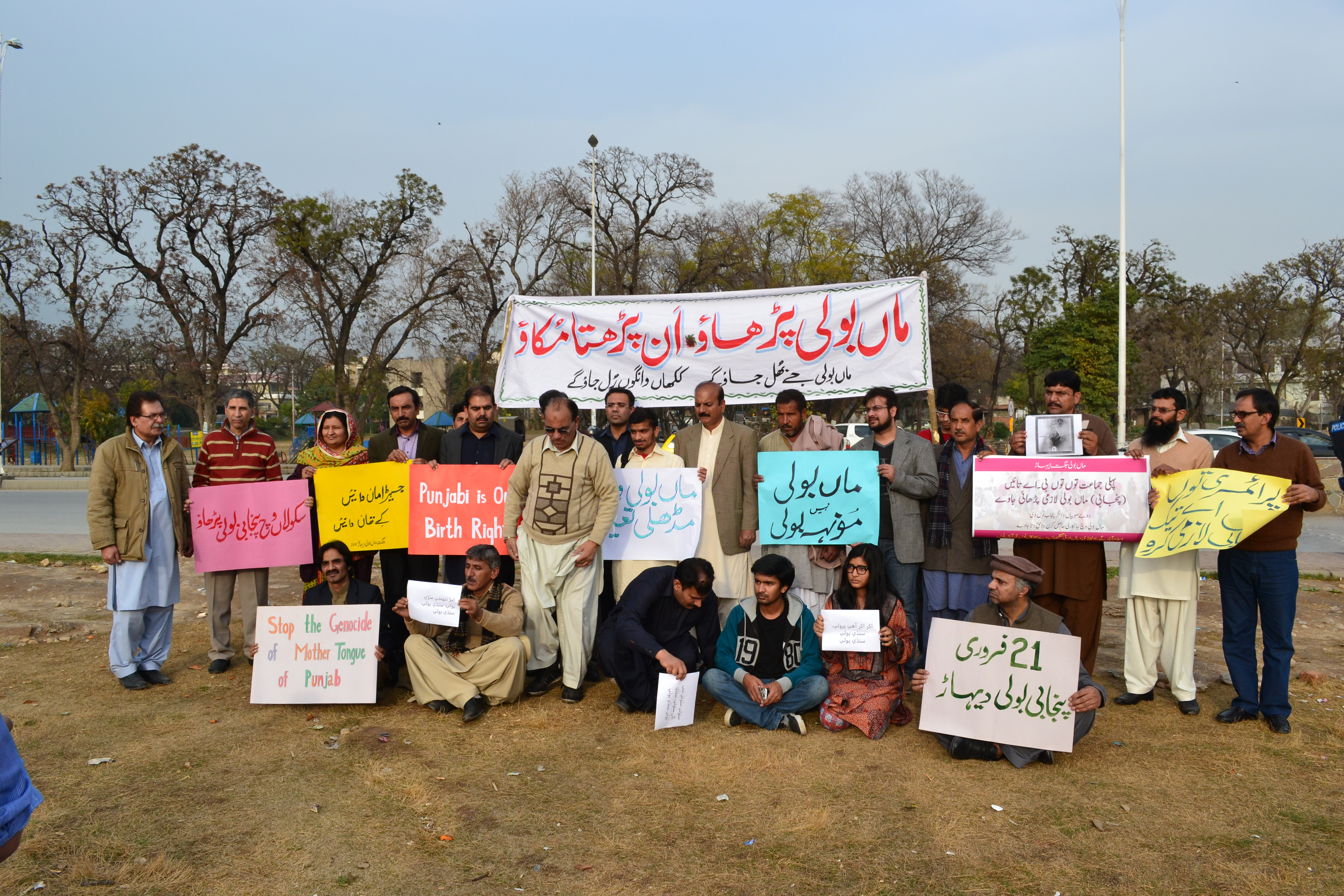

## المَراجع
1. ↑  وصلة مرجع: https://www.unesco.org/en/days/mother-language.
2. ↑  وصلة مرجع: https://www.unesco.org/fr/days/mother-language.
3. ↑  وصلة مرجع: https://www.unesco.org/es/days/mother-language.
4. ↑  وصلة مرجع: https://www.unesco.org/ru/days/mother-language.
5. ↑  وصلة مرجع: https://www.unesco.org/ar/days/mother-language.
6. ↑  وصلة مرجع: https://www.unesco.org/zh/days/mother-language.
7. ↑  وصلة مرجع: https://documents-dds-ny.un.org/doc/UNDOC/GEN/N06/510/36/PDF/N0651036.pdf?OpenElement.
8. ↑  "اليوم الدولي للغة الأم..حفاظا على الهوية". إسلام أون لاين. 21 فبراير 2022. مؤرشف من الأصل في 2022-03-17. اطلع عليه بتاريخ 2022-02-21.
9. ↑  U.N. General Assembly, Sixty-first Session, Agenda item 114, Resolution adopted by the General Assembly, 61/266. Multilingualism (A/RES/61/266) نسخة محفوظة 02 ديسمبر 2013 على موقع واي باك مشين.
10. ↑  Ingles. Cuerpo de Maestros. Temario Para la Preparacion de Oposiciones .e-book,. MAD-Eduforma. ص. 97–. ISBN:978-84-665-6253-9. مؤرشف من الأصل في 2017-03-30.
11. ↑  Rahim، Abdur (19 سبتمبر 2014). Canadian Immigration and South Asian Immigrants. Xlibris Corporation. ص. 102–. ISBN:978-1-4990-5874-1. مؤرشف من الأصل في 2017-03-24.
12. ↑  "International Mother Language Day, 21 February". www.un.org (بالإنجليزية). Archived from the original on 2019-05-17. Retrieved 2018-06-04.
13. ↑  .unesco.org/education/en/ev.php-URL_ID%3D28497%26URL_DO%3DDO_TOPIC%26URL_SECTION%3D205.html "اللغات في التعليم | التعليم | منظمة الأمم المتحدة للتربية والعلم والثقافة". Portal.unesco.org. مؤرشف من [http:// Portal.unesco.org/education/en/ev.php-URL_ID=28497&URL_DO=DO_TOPIC&URL_SECTION=205.html الأصل] في 2016-11-09. اطلع عليه بتاريخ 2016-07-02. {{استشهاد ويب}}: تحقق من قيمة |مسار أرشيف= (مساعدة) وتحقق من قيمة |مسار= (مساعدة)
14. ↑  [https:// web.archive.org/web/20210213165807/https://learnenglish.britishcouncil.org/general-english/magazine/international-mother-language-day "اليوم العالمي للغة الأم"]. British Council (بالإنجليزية). 6 Feb 2020. Archived from /general-english/magazine/international-mother-language-day the original on 2021-02-13. Retrieved 2021-02-02. {{استشهاد ويب}}: تحقق من قيمة |مسار أرشيف= (help) and تحقق من قيمة |مسار= (help)
15. ↑  .sil.org/about/news/unesco-designated-international-mother-language-day-2006-theme-languages-and-cyberspace "اليوم العالمي للغة الأم الذي خصصته اليونسكو لعام 2006 الموضوع: اللغات والفضاء الإلكتروني". SIL International (بالإنجليزية). 21 Feb 2006. day-2006-theme-languages-and-cyberspace Archived from the original on 2023-02-22. Retrieved 2021-02-02. {{استشهاد ويب}}: تحقق من قيمة |مسار أرشيف= (help) and تحقق من قيمة |مسار= (help)
16. ↑  {{استشهاد ويب|date=2007-02-24|title=SIL تحتفل باليوم العالمي للغة الأم 2007|url=https://www.sil .org/about/news/sil-celebrates-international-mother-language-day-2007|access-date=2021-02-02|website=SIL International|language=en|archive-date=22 فبراير 2023|archive- url=https://web.archive.org/web/20230222112832/https://www.sil.org/about/news/sil-celebrates-international-mother-language-day-2007%7Curl-status=live}
17. ↑  /web/20201209030643/https://bangkok.unesco.org/content/international-mother-language-day-21-february-2013 "اليوم العالمي للغة الأم، 21 فبراير/شباط 2013". UNESCO Bangkok (بالإنجليزية). Archived from language-day-21-february-2013 the original on 2020-12-09. Retrieved 2021-02-02. {{استشهاد ويب}}: تحقق من قيمة |مسار أرشيف= (help) and تحقق من قيمة |مسار= (help)
18. ↑  .org/about/news/international-mother-language-day-2014 "اليوم العالمي للغة الأم 2014". SIL International (بالإنجليزية). 13 Feb 2014. [https: //web.archive.org/web/20230222112832/https://www.sil.org/about/news/international-mother-language-day-2014 Archived] from the original on 2023-02-22. Retrieved 2021-02-02. {{استشهاد ويب}}: تحقق من قيمة |مسار أرشيف= (help) and تحقق من قيمة |مسار= (help)
19. ↑  [https:/ /en.unesco.org/events/international-mother-language-day-celebration-2015 "الاحتفال باليوم العالمي للغة الأم 2015"]. 24 ديسمبر 2014. /en.unesco.org/events/international-mother-language-day-celebration-2015 مؤرشف من الأصل في 2015-02-13. اطلع عليه بتاريخ 2015-02-21. {{استشهاد ويب}}: تحقق من قيمة |مسار أرشيف= (مساعدة) وتحقق من قيمة |مسار= (مساعدة)
20. ↑  قالب:استشهد بالويب
21. ↑  "2016 International Mother Language Day: Quality education, language(s) of instruction and learning outcomes". SIL International (بالإنجليزية). 17 Feb 2016. Archived from the original on 2023-03-09. Retrieved 2021-02-02.
22. ↑  .unesco.org/new/en/international-mother-language-day/ "اليوم العالمي للغة الأم 2017 | منظمة الأمم المتحدة للتربية والعلم والثقافة". www.unesco.org. [https: //web.archive.org/web/20170221194958/http://www.unesco.org/new/en/international-mother-language-day/ مؤرشف] من الأصل في 2017-02-21. اطلع عليه بتاريخ 2021-02-02. {{استشهاد ويب}}: تحقق من قيمة |مسار أرشيف= (مساعدة) وتحقق من قيمة |مسار= (مساعدة)
23. ↑  2019 - السنة الدولية للغات السكان الأصليين %5BshowUid%5D=45648&cHash=3e0b305665 نسخة محفوظة 21 فبراير 2019 على موقع واي باك مشين. اليونسكو
24. ↑  .com/2020-international-mother-language-day/ "2020 اليوم العالمي للغة الأم". tribuneonlineng.com. 25 فبراير 2020. مؤرشف من الأصل في 2020-12-02. اطلع عليه بتاريخ 2021-02-02. {{استشهاد ويب}}: تحقق من قيمة |مسار= (مساعدة)
25. ↑  "الاحتفال باليوم الدولي للغة الأم في اليونسكو 19/02/2021 10: 00 - 19/02/2021 12:30". events.unesco.org (بالإنجليزية). Archived from the original on 2021-02-06. Retrieved 2021-02-02. {{استشهاد ويب}}: تجاهل المحلل الوسيط |url -status= لأنه غير معروف (help)
26. ↑  motherlanguageday "اليوم العالمي للغة الأم، 21 فبراير 2022". UNESCO. 4 أكتوبر 2018. https://en.unesco.org/commemorations/motherlanguageday مؤرشف من الأصل في 2019-02-13. اطلع عليه بتاريخ 2019-02-12. {{استشهاد ويب}}: تحقق من قيمة |مسار أرشيف= (مساعدة) وتحقق من قيمة |مسار= (مساعدة)